# Chicago P.D.
Chicago P.D. är en amerikansk kriminal- och dramaserie vars första säsong hade premiär den 8 januari 2014. Första säsongen bestod av 15 avsnitt. Seriens tionde säsong hade premiär i USA den 21 september 2022. Serien har blivit förnyad med en elfte och en tolfte säsong. Serien som är en spinoff till Chicago Fire är skapad av Michael Brandt, Derek Haas och Matt Olmstead.

## Handling
Serien utspelar sig i Chicago och kretsar kring det 21:a polisdistriktet i staden. Serien följer såväl de fiktiva uniformerade poliserna som de civilklädda utredarna i Chicago Police Department.

## Rollista i urval
- Jason Beghe - Henry "Hank" Voight
- Jon Seda - Antonio Dawson
- Sophia Bush - Erin Lindsay
- Jesse Lee Soffer - Jay Halstead
- Patrick John Flueger - Adam Ruzek
- Marina Squerciati - Kim Burgess
- LaRoyce Hawkins - Kevin Atwater
- Archie Kao - Sheldon Jin
- Elias Koteas - Alvin Olinsky
- Amy Morton - Trudy Platt
- Brian Geraghty - Sean Roman
- Tracy Spiridakos - Hailey Upton Halstead
- Lisseth Chavez - Vanessa Rojas
- Benjamin Levy Aguilar - Dante Torres